# Рудня-Грезлянська
Рудня-Грезлянська — колишнє село в Україні Поліського району Київської області, яке було відселено через наслідки аварії на ЧАЕС і зняте з обліку 1999 року через відсутність населення.
Розташоване в Поліському районі Київської області на березі річки Уж, біля впадіння річки Грезля. Офіційно зняте з обліку 1999 року через відсутність населення.
У радянський час Рудня-Грезлянська підпорядковувалася Поліській селищній раді Поліського району. У 1981 році населення становило близько 140 осіб. У 1989 році населення становило 128 осіб. Внаслідок сильного радіаційного забруднення усіх мешканців було відселено. Зняте з обліку 1999 року через відсутність населення. Мешканців переселено до села Сезенків та міста Переяслав. Село повністю відселене у 1993 році.
Після Чорнобильської катастрофи село увійшло до 30-кілометрової зони відчуження.
Територія села згоріла під час лісових пожеж в Чорнобильській зоні у квітні 2020.
З лютого по квітень 2022 року село було окуповане російськими військами внаслідок вторгнення 2022 року.